# Emma Turner

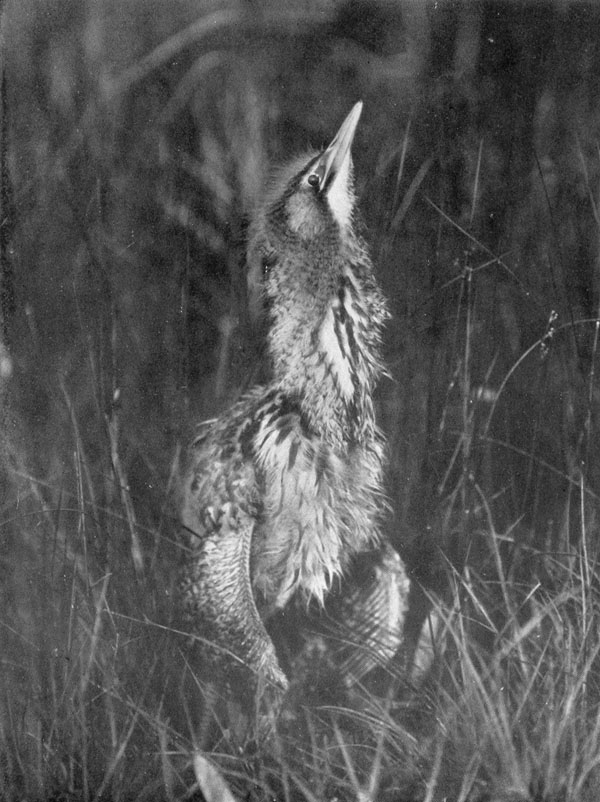
Emma Turners kända fotografi med en årsunge av rördrom från 1911 vilket var beviset för att arten återvänt till Storbritannien som häckfågel.

Emma Louise Turner, född 1866 och död 13 augusti 1940 i Cambridge var en brittisk ornitolog, författare och banbrytande fågelfotograf.
Turner började fotografera fåglar år 1900 efter att ha träffat nestorn inom fågelfotografering, Richard Kearton. Hon började studera fågellivet i Storbritanniens största vassområde, våtmarken Hickling Broad i centrala Norfolk. Till en början vadade hon omkring i vasshavet för att komma fåglarna tillräckligt nära men senare levde hon i långa perioder i området på sin egenkonstruerade husbåt, döpt till Water Rail. Hon var den första att fotografera en vattenrall som bar sin unge i näbben. 1907 publicerade hon tillsammans med P.H Bahr boken Home Life of Marsh Birds där hennes fotografier av vilda fåglar tillsammans med bobilder från Hickling Broad utgjorde något nytt inom ornitologin.
Under sitt verksamma liv lyckades hon fotografera ett flertal arter som aldrig tidigare fotograferat. Mest känd är hon för att hon 1911 lyckades fotografera en årsunge av rördrom i Norfolk vilket var första beviset på att arten återvänt som häckfågel till Storbritannien, efter att ha varit lokalt utdöd sedan slutet av 1800-talet. Bilden resulterade i att hon fick guldmedalj från Royal Photographic Society. Som en av de tio första kvinnorna valdes hon in i Linnean Society och hon blev första kvinnliga hedersmedlem i British Ornithologists' Union. 1924 sammanfattade hon sina erfarenheter från Hickling Broad i boken Broadland Birds.
Under två års tid arbetade Turner för den lokala naturskyddsföreningen som den första tillsyningsmannen på ön Scolt Head strax utanför Norfolks nordkust. Ön hade stora tärnkolonier med kentsk, fisk- och småtärna och det behövdes någon som såg till att besökare inte trampade omkring i kolonierna. Utöver denna uppgift skulle hon studera fågelsträcket och ta emot gästande ornitologer. Ön var otillgänglig och hon bodde i en dragig stuga utan vatten varför en tidning som fått nys om historien döpte henne till Den ensammaste kvinnan i England, ett epitet som inte stämde och som hon ogillade men som kom att följa henne genom livet. Tiden på ön sammanfattade hon i boken Birdwatching on Scolt Head som kom ut 1928. 
Mot slutet av sitt liv flyttade hon till Cambridge där hon blev en förgrundsgestalt i Cambridge Bird Club. I Cambridge intresserade hon sig allt mer för trädgårdsskötsel och för fågellivet i trädgårdsmiljö och hennes sista bok Every Garden a Bird Sanctuary från 1935 avhandlar just detta ämne. Mot slutet av sitt liv förlorade hon synen. Hon dog 74 år gammal i Cambridge 1940.